# Lokator

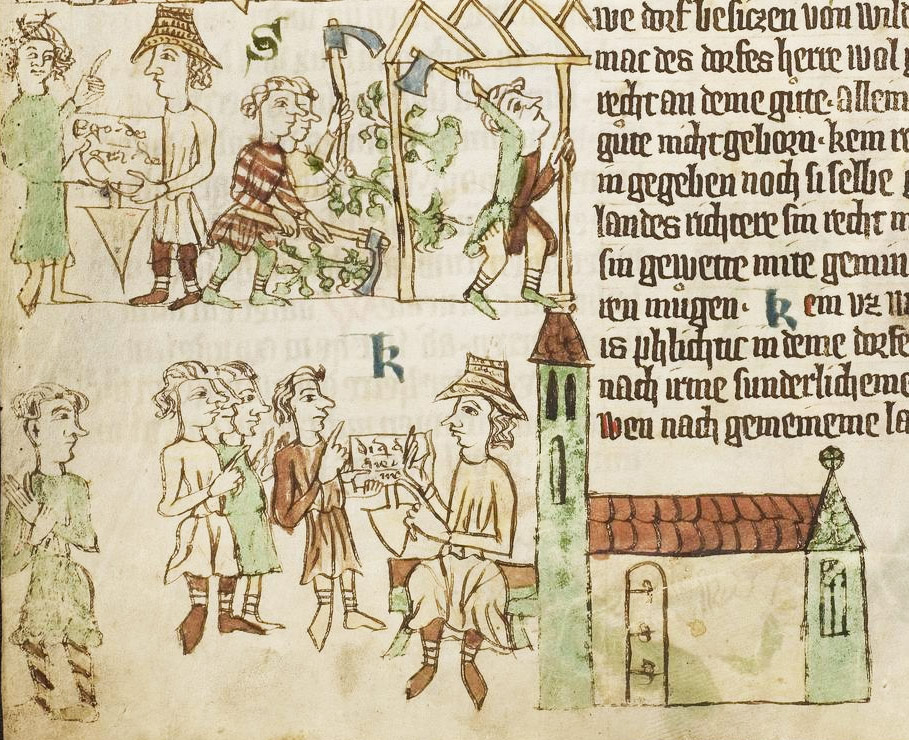
Eine Szene aus dem Sachsenspiegel zeigt einen Lokator (mit Hut) während der deutschen Ostsiedlung um 1300

Der Lokator (lat. locator: Verpächter, Grundstücksverteiler, von lat. (col)locare „zuweisen“, „vermieten“, „errichten“, „ansiedeln“; auch magister incolarum; in Mecklenburg und Pommern auch possessor oder cultor, ähnlich dem Reutemeister in Süddeutschland) war ein mittelalterlicher Subunternehmer, der meist im Auftrag eines Landes- oder Grundherrn für die Urbarmachung, Vermessung und Zuteilung von zu erschließendem Land verantwortlich war. Darüber hinaus warb er Siedler für diese Zwecke an, stellte für die Übergangszeit (z. B. während der Rodung) den Lebensunterhalt zur Verfügung und besorgte Arbeitsmaterialien und -geräte (Saatgut, Zugtiere, Eisenpflüge u. a.). Er spielte somit eine wichtige Rolle bei der Gründung von Städten und Dörfern sowie der Urbarmachung von unbewirtschaftetem Land während der Binnenkolonisation in Norddeutschland und der deutschen Ostsiedlung und war somit an deren Erfolg beteiligt.

## Grundlagen, Aufgaben und Vorgehensweise

### Auftrag zur Besiedlung
Der Auftrag zur Besiedlung des zu erschließenden Landes erfolgte zumeist durch einen adligen oder geistlichen Landesherren bzw. durch einen Grundherrn, der hierfür vorher die landesherrliche Genehmigung einzuholen hatte. Allerdings wurden auch Dörfer ohne vorherige Erlaubnis an Lokatoren zur Urbarmachung ausgesetzt oder Siedler handelten auf eigene Faust. Bezüglich der Aufgaben bei der Urbarmachung und Stellung in der neuen Siedlung ist es von Bedeutung, zwischen Stadtlokatoren und Dorflokatoren zu differenzieren.

### Rechtliche Grundlagen
Die rechtliche Grundlage für die Entstehung einer neuen Siedlung bildete der Lokationsvertrag (lat. locatio). Dieser wurde entweder direkt zwischen dem Landesherrn und dem beauftragten Lokator geschlossen oder zwischen Grundherr und Lokator. Im Lokationsvertrag wurden die vorher mit dem Landesherrn abgesprochenen Lokationsprivilegien sowie die Zehntregelungen u. ä. festgehalten. Vertraglich wurde somit der Rechts- und Organisationswechsel (bei den deutschen Ostsiedlungen der Wechsel vom polnischen zum deutschen Recht), Vergünstigungen für Lokator und Siedler sowie Pflichten und steuerliche Abgaben geregelt. Hierzu gehörte auch die Vorgabe, die Felder gegen Überschwemmungen oder andere Natureinflüsse zu sichern oder die Siedlung z. B. durch das Ausheben eines Grabens gegen Feinde zu schützen. Der Lokationsvertrag hatte für Siedler und Lokator somit eine verpflichtende Wirkung gegenüber dem Grundherrn, bildete aber auch eine gesetzliche Grundlage, die rechtliche Sicherheit für die Siedlung und ihrer Bewohner bedeutete. Oftmals beinhaltete die locatio auch Strafklauseln, die im Falle einer gescheiterten Besiedlung den Entzug der Privilegien und eine Geldstrafe für den Lokator nach sich zogen.

### Soziale Stellung
Lokatoren gehörten hauptsächlich dem niederen Adel oder der Schicht der Stadtbürger an. Sie waren Ritter oder Vasallen der Landesherren. Oft waren es auch Personen, die angesehenen Berufen nachgingen, wie Münzmeister oder königliche Dienstmänner. Zudem verfügten sie meist über hinreichend Erfahrung bzw. eine in der damaligen Zeit gute Ausbildung. Es gibt auch Berichte über einfache Bauern, die sich als Lokatoren betätigten, diese Vorgehensweise war jedoch eher unüblich. Denn meist mussten die Lokatoren über ein größeres Vermögen und über gute gesellschaftliche Verbindungen verfügen. Die Grund- und Landesherren bevorzugten es, Lokationsaufträge an Personen zu vergeben, die keine oder nur geringfügige finanzielle Unterstützung benötigten, um so ihr eigenes Risiko zu minimieren.

### Vorgehensweise und Aufgaben
Der Lokator kann als Mittelsmann zwischen Grundherrn und Siedlern bezeichnet werden, der in erster Linie für die Anwerbung zuständig war. Oftmals leitete oder unterstützte er die vom Grundherrn eingeleitete Werbekampagne. Den Aufbau der zu entstehenden Ortsanlage führte er in eigener Regie und Verantwortung durch und verteilte die Aufgaben im Zuge der Urbarmachung.
Zu den grundlegenden Aufgaben des Lokators gehörten zudem das Vermessen des zugeteilten Landes und dessen Verteilung an die einzelnen Siedler. Hierbei leitete er oftmals das Losverfahren oder teilte das Land möglichst gerecht zu, um Konfrontationen von Anfang an zu vermeiden. Außerdem stellte er Saatgut, Gerät und andere Arbeitsmaterialien zur Verfügung, die für die Siedlungsgründung, Urbarmachung (gerade bei der Ostsiedlung etwa die Trockenlegung sumpfigen Gebietes) und andere Aufgaben nötig waren. Auch Vorschüsse für Anschaffungen sowie den Lebensunterhalt für die Siedler in der Übergangszeit wurden meist vom Lokator getragen. Der Lokator war zudem der Stellvertreter für die Siedler, die er betreute.

### Technischer Hintergrund
Beobachtungen von Bergen aus und Rauchzeichen als Orientierungspunkte waren Mittel, mit denen der Lokator das Land grob eingrenzte. Zur genaueren Abmessung der Siedlung wurden bei stark bewaldeten Gebieten Bäume angeritzt und in offenem Gelände das Areal mit einem Pflug eingegrenzt. Die Einteilung und Zuteilung der einzelnen Flurstücke für die Siedler erfolgte in der Landvermessung meist durch Messruten oder Messseile. Maßgrundlage war je nach Siedlung entweder die flämische Hufe (ca. 16 Hektar) oder die fränkische Hufe (ca. 24 Hektar).

## Der Lokator nach Beendigung des Siedlungsbaus
Mit der Gründung einer Siedlung war die eigentliche Aufgabe eines Lokators erledigt. Wenn es sich um keinen professionellen Lokator handelte, der zur Gründung weiterer Siedlungen überging, blieb der Lokator am Gründungsort wohnen und nahm dort eine hervorgehobene Stellung ein. 

### Wirtschaftlicher Hintergrund
Der Lokator erhielt meist mehr Land als die anderen Siedler und musste auf dieses im Gegensatz zu den anderen Siedlungsbewohnern keine oder nur sehr geringe Abgaben leisten. Außerdem unterstand ihm die Gerichtsbarkeit nach dem im Lokationsvertrag angewandten Recht, oft als sogenannter Lehnschulze. Daraus erzielte Gebühren sowie Abgaben durfte der Lokator teilweise behalten (meist 1⁄3 der Summe, wobei 2⁄3 an den Landesherrn zu entrichten waren).

### Soziale Stellung, Rechte und Pflichten
Auch andere Begünstigungen, wie das Recht, ein Amt in der neuen Siedlung auszuüben (oft das des Schulzen) oder einer bestimmten Tätigkeit (Brauereiwesen/Ausschank) nachzugehen, waren Privilegien, die der Lokator genoss und die ihm zu Wohlstand und sozialem Aufstieg innerhalb der Siedlung verhalfen. Der Bau einer Mühle, in der die Siedler ihr Getreide mahlen lassen mussten, war ebenfalls oft dem Lokator gestattet und bedeutet hinsichtlich der dadurch anfallenden Gebühren eine zusätzliche Einnahmequelle, wobei der Großteil dieser Einnahme meist dem Grundherrn zustand. 
Außerdem wurden die entstandenen Siedlungen oftmals nach ihrem Lokator benannt. Beispiele hierfür gibt es zuhauf (Diedersdorf, Dittmannsdorf, Dittersbach, Petersheide, Heinersdorf u. a.). Oft zeigte der Siedlungsname auch an, woher die Siedler und der Lokator kamen (Frankenfelde, Flemmingen, Sachsenfeld, Schoobsdorf u. a.). Auch die Endungen der Ortsnamen sind deutliche Hinweise auf die Herkunft der damaligen Siedlungsbewohner.

### Alternative Vorgehensweise
Manche Lokatoren verkauften nach Fertigstellung der Siedlung ihre Rechte und Privilegien und betätigten sich andernorts wieder als Lokator. Hieraus resultierte eine vergleichsweise hohe Professionalisierung des Lokaturentums. Manche Lokatoren konnten daher als Berufslokatoren bezeichnet werden.